# Marsypopetalum littorale
Marsypopetalum littorale är en kirimojaväxtart som först beskrevs av Carl Ludwig von Blume, och fick sitt nu gällande namn av B. Xue och Richard M.K. Saunders. Marsypopetalum littorale ingår i släktet Marsypopetalum och familjen kirimojaväxter. Inga underarter finns listade i Catalogue of Life.